# Cole Sprouse
Cole Mitchell Sprouse (* 4. srpna 1992 Arezzo, Toskánsko, Itálie) je americký herec. Se svým bratrem, dvojčetem Dylanem Sprousem se proslavili díky roli Codyho a Zacka v seriálu stanice Disney Channel Sladký život Zacka a Codyho a jeho spin-offu Sladký život na moři. Od roku 2017 hraje roli Jugheada Jonese v seriálu stanice The CW Riverdale.

## Životopis
Narodil se v malé nemocnici nazvané Clinica Tanganelli v Arezzu v Itálii americkým rodičům Matthewovi Sprouseovi a Melanie Wright, zatímco oba učili anglický jazyk na škole v Toskánsku. Cole byl pojmenován po jazzovém zpěvákovi a pianistovi Natovi King Coleovi. Dylan je o patnáct minut starší než Cole. Do Spojených států se rodina přestěhovala čtyři měsíce po jejich narození.

## Herectví
Bratři začali s herectvím v osmi měsících, díky jejich babičce Jonine Booth Wright, která učila drama a sama byla herečkou. Poprvé se zahráli v reklamě na plenky. Jako většina dvojčat, nejdříve hráli oba dva jednu a tu samou roli, a to kvůli kalifornskému zákonu, který omezoval počet odpracovaných hodin na natáčení pro dítě.
Obsazení dvojčat do stejné postavy umožňuje více času natáčení. V osmi měsících hráli roli Patricka Kellyho v ABC seriálu Grace v jednom kole. V roce 1999 si zahráli první velkou roli ve filmu Velký táta, ve kterém sdíleli roli Juliana, kterého si adoptuje postava, kterou hrál Adam Sandler. Za roli byli nominováni na několik ocenění, přesto, že film nebyl zrovna uznávaný kritiky. Ten samý rok si také zahráli menší roli v thrilleru Astronautova žena. Cole začal v roce 2001 hrát roli Bena, syna Rosse Gellera v seriálu Přátelé. Oba si zahráli v rodinných filmech Viděl jsem maminku líbat Santa Clause a Just For Kicks.
V březnu 2005 měl na stanici Disney Channel premiéru seriál Sladký život Zacka a Codyho, ve kterém hrají hlavní role. Roli Jeremiaha si zahráli v nezávislém filmu Srdce je zrádná děvka. V roce 2007 hrály ve filmu A Modern Twain Story: The Prince and the Pauper. Své hlasy propůjčili do filmu Vánoce v ohrožení. Oba si zahráli ve filmu The Kings of Appletown. Snímek měl premiéru 12. prosince 2009. V roce 2009 se také stali tváří značky Danone, která prodává jogurty pro děti.
Během let 2011 až 2015 navštěvovali vysokou školu a oba potvrdili, že po dostudování se chtějí věnovat herectví. Cole původně chtěl studovat obor Film a televizní produkce na Newyorské univerzitě. Studium po přijetí na univerzitu si o rok prodloužil a nakonec se rozhodl studovat obor Geografické informační systémy v archelogii. Úspěšně promoval v květnu 2015 společně se svým bratrem.
V roce 2016 získal Cole roli Jugheada Jonese v seriálu stanice The CW Riverdale. Seriál měl premiéru dne 26. ledna 2017.
V roce 2019 si zahrál v romantickém dramatu Five Feet Apart, roli Willa Newmana po boku Haley Lu Richardson.
V roce 2022 si zahrál roli Walta v romantické sci-fi komedii Za sny až na Mars, po boku Lany Condor.

## Filmografie

### Film
| Rok  | Název                                           | Role                      | Poznámky            |
| ---- | ----------------------------------------------- | ------------------------- | ------------------- |
| 1999 | Velký táta                                      | Julian McGrath            |                     |
| 1999 | Astronautova žena                               | dvojče                    |                     |
| 2001 | Deník sexuálních obětí                          | Sammy Jr.                 |                     |
| 2001 | Viděl jsem maminku líbat Santa Clause           | Justin Carver             |                     |
| 2002 | Pán převleků                                    | mladý Pistachio Disguisey |                     |
| 2002 | Osm bláznivých večerů                           | KB Toys voják (hlas)      |                     |
| 2003 | Apple Jack                                      | Jack Pyne                 | krátkometrážní film |
| 2003 | Just for Kicks                                  | Cole Martin               |                     |
| 2004 | Srdce je zrádná děvka                           | starší Jeremiah           |                     |
| 2006 | Vánoce v ohrožení                               | dítě (hlas)               |                     |
| 2007 | A Modern Twain Story: The Prince and the Pauper | Eddie Tudor               |                     |
| 2008 | The Kings of Appletown                          | Clayton                   |                     |
| 2010 | Kung Fu Magoo                                   | Brad Landry               |                     |
| 2019 | Five Feet Apart                                 | Will Newman               |                     |
| 2022 | Za sny až na Mars                               | Walt (Walter Scott)       |                     |

### Televize
| Rok       | Název                       | Role          | Poznámky                                    |
| --------- | --------------------------- | ------------- | ------------------------------------------- |
| 1993–1998 | Grace v jednom kole         | Patrick Kelly | hlavní role                                 |
| 1998      | Mad TV                      | dítě          | 2 díly                                      |
| 2000–2002 | Přátelé                     | Ben Geller    | vedlejší role, 7 dílů                       |
| 2001      | Noční můry                  | Buddy         | díl: „Scareful What You Wish For“           |
| 2001      | Zlatá sedmdesátá            | Billy         | díl: „Ericova deprese“                      |
| 2005–2008 | Sladký život Zacka a Codyho | Cody Martin   | hlavní role                                 |
| 2006      | Vladařova nová škola        | Zim (hlas)    | díl: „Oops, All Doodles/Chipmunky Business“ |
| 2006      | That's So Raven             | Cody Martin   | díl: „Checkin' Out“                         |
| 2008      | According to Jim            | sám sebe      | díl: „I Drink Your Milkshake“               |
| 2008–2011 | Sladký život na moři        | Cody Martin   | hlavní role                                 |
| 2009      | Kouzelníci z Waverly        | Cody Martin   | díl: „Cast-Away (To Another Show)“          |
| 2009      | Hannah Montana              | Cody Martin   | díl: „Super(stitious) Girl“                 |
| 2010      | Jsem v kapele               | Cody Martin   | díl: „Weasels on Deck“                      |
| 2011      | The Suite Life Movie        | Cody Martin   | TV film                                     |
| 2012      | So Random!                  | sám sebe      | díl: „Cole and Dylan Sprouse“               |
| 2017–2023 | Riverdale                   | Jughead Jones | hlavní role                                 |